# Colonialismo europeu

Impérios coloniais do ocidente, de 1492 até 2008.

Existem três ondas do colonialismo europeu.

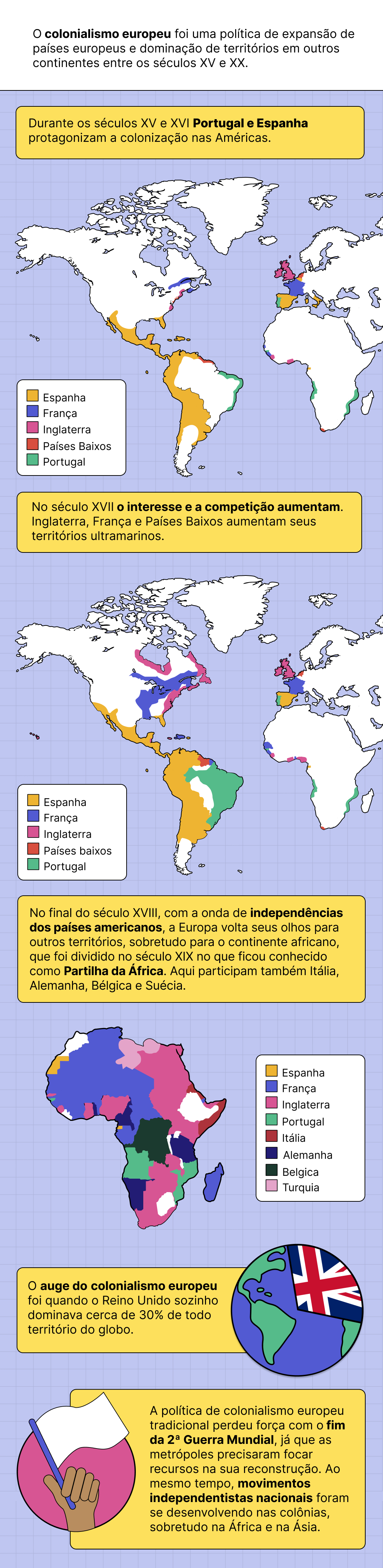
O colonialismo europeu foi uma política de expansão de países europeus e dominação de território em outros continentes entre os séculos XV e XX.

Os dois principais países da primeira onda do colonialismo europeu foram Espanha e Portugal, que foram responsáveis por colonizar a América do Sul e Caribe através do Tratado de Tordesilhas em 1494. Esse tratado foi responsável pela divisão da terra entre Espanha e Portugal. A expansão conseguida pela Espanha e Portugal chamou a atenção da Grã-Bretanha, França e Países Baixos. A entrada desses três impérios no Caribe e na América do Norte perpetuou colonialismo europeu nessas regiões.
A segunda onda do colonialismo europeu iniciou o envolvimento da Grã-Bretanha na Ásia com o apoio da Companhia das Índias Orientais. Outros países, como França, Portugal e Países Baixos, também tiveram envolvimento da expansão europeia na Ásia. A última onda consistiu na disputa pela África, que foi organizada através da Conferência de Berlim em 1884 e 1885. A conferência foi criada para dividir a África entre as potências europeias. Vastas regiões da África foram dadas a Grã-Bretanha, França, Alemanha, Portugal, Bélgica, Itália e Espanha, que dá conhecimento à diversidade pós-colonial da África.
Gilmartin explica que essas três ondas do colonialismo foram ligadas ao capitalismo. A primeira onda da expansão europeia estava explorando o mundo para encontrar novas receitas e perpetuando o feudalismo europeu. Considerando que a segunda onda se concentra no desenvolvimento do sistema capitalismo mercantil e a indústria de manufatura na Europa. A última onda do colonialismo europeu solidificou todos os empreendimentos capitalistas, a ascensão de novos mercados e matérias-primas.